# Calligonum rubicundum
Calligonum rubicundum Bunge – gatunek rośliny z rodziny rdestowatych (Polygonaceae Juss.). Występuje naturalnie w Rosji (w zachodniej części Syberii), Kazachstanie, Mongolii oraz Chinach (w regionie autonomicznym Sinciang). 

## Morfologia
PokrójZrzucający liście krzew dorastający do 0,8–1,5 m wysokości.
LiścieBlaszka liściowa równowąska, o długości do 5 mm, o ostrym wierzchołku.
KwiatyZebrane po 2–3 w pęczki, rozwijają się w kątach pędów. Listki okwiatu mają równowąsko lancetowaty kształt i różową lub czerwoną barwę, mierzy do 2–4 mm długości. Pręcików jest 8.
OwoceMają jajowaty kształt, osiągają 14–20 mm długości oraz 14–18 mm szerokości.

## Biologia i ekologia
Rośnie na pustyniach oraz wydmach. Występuje na wysokości od 500 do 1000 m n.p.m. Kwitnie od maja do czerwca, natomiast owoce dojrzewają od czerwca do lipca.